# Bertram Meier
Bertram Johannes Meier (* 20. srpnja 1960., Buchloe) njemački je katolički teolog i od 6. lipnja 2020. biskup Augsburga.

## Život
Bertram Meier odrastao je sa svojom mlađom sestrom u nekonfesionalnom domu u Kauferingu. Njegov otac Hans, predani evangelički kršćanin, bio je dogradonačelnik. Njegova majka Erna je katolkinja. Nakon završene srednje škole studirao je filozofiju i teologiju na Sveučilištu u Augsburgu (1978.-1980.) i na Papinskom sveučilištu Gregoriana u Rimu (1980.-1985.). Kao člana Papinskog kolegija Germanicum et Hungaricum za svećenika ga je zaredio kardinal Franz König u Rimu u listopadu 1985. Godine 1989. doktorirao je na Gregoriani disertacijom o shvaćanju Crkve pastoralnog teologa i biskupa Regensburga Johanna Michaela Sailera. Nakon što je radio kao kapelan u Neu-Ulmu, Meier je poslan na studij i prepušten Papinskoj crkvenoj akademiji (Pontificia Accademia Ecclesiastica) za diplomatsku službu Svete Stolice u Rimu. Uslijedila je kapelanska služba u Neuburg an der Donau. Kasnije je postao gradski župnik, dekan i regionalni dekan u Neu-Ulmu.
Godine 1996. Meier je stupio u službu Svete Stolice i do 2001. u Državnom tajništvu bio je voditelj odjela za njemačko govorno područje. Istovremeno je bio vicerektor u zavodu Campo Santo Teutonico u Vatikanu i predavač dogmatike i ekumenske teologije na Gregoriani. Godine 2000. izabran je za katedralnog kanonika u Augsburgu, a nakon povratka u Njemačku od 2002. do 2014. vodio je odjele za opću Crkvu, ekumenizam, redovničke zajednice i crkvena zvanja u biskupiji Augsburg. Od 2007. do 2014. bio je duhovnik Biskupske konferencije Freisinga za Odbor katolika u Bajernu. Od 2007. do 2020. djelovao je kao katedralni propovjednik u augsburškoj katedrali. Dana 9. srpnja 2012. godine katedralni ga je kaptol izabrao za katedralnog dekana.
Od 2002. do 2011. Bertram Meier bio je predsjedavajući Radne skupine kršćanskih crkava (ACK) u Augsburgu. Od 2005. predstavljao je sedam bavarskih katoličkih biskupija u upravnom odboru Radne skupine kršćanskih crkava u Bavarskoj, od 2013. bio je njezin prvi predsjednik, a na dužnost je potvrđen 2017. godine. Od 2012. član je izaslanstva za ACK Njemačka koju je imenovala Njemačka biskupska konferencija (DBK).
Godine 2011. izabran je za predsjedatelja Konferencije vjerskih službenika u Njemačkoj. Također je imenovan članom "Konferencije za opću Crkvu" koju je osnovala Njemačka biskupska konferencija. Kao predstavnik za općecrkvene zadaće na biskupijskoj razini pet je godina zastupao bavarske biskupije.
Bertram Meier izabran je 2011. godine od strane Njemačke biskupske konferencije na petogodišnji mandat za savjetnika Potkomisije za misijska pitanja. Također mu je 2011. godine biskup Konrad Zdarsa povjerio vođenje Glavnog odjela III – Crkveni život u Biskupskom ordinarijatu. Godine 2014. imenovan je za Odjel II. – Biskupski pastoral i upravljanje konferencijskim hotelom Ortisei. Osim toga, biskup Konrad Zdarsa imenovao ga je biskupskim vikarom za ekumenizam i međureligijski dijalog. Od travnja 2018. bio je i biskupski povjerenik za Biskupijsko vijeće i za zadaće sveopće Crkve te (u biskupiji Augsburg) ravnatelj Papinskih misijskih djela.

## Biskup augsburški
Nakon umirovljenja biskupa Konrada Zdarse, augsburški katedralni kaptol izabrao je 18. srpnja 2019. godine Bertrama Meiera za dijecezanskog upravitelja u vrijeme upražnjene stolice. Dana 1. siječnja 2020. papa Franjo imenovao je Bertrama Meiera novim biskupom Augsburga. Time je postao 62 nasljednik sv. Ulricha. Preuzimanje katedre u augsburškoj katedrali i biskupsko ređenje bili su zakazani za 21. ožujka 2020. u Augsburškoj katedrali, ali su odgođeni na neodređeno vrijeme zbog pandemije COVID-19. Meier je zatim vodio biskupiju kao dijecezanski upravitelj, sve do 25. ožujka 2020. jer ga je papa Franjo imenovao za apostolskog upravitelja sede vacante et ad nutum Sanctae Sedis. Time je dobio sva prava koja pripadaju dijecezanskom biskupu i za koja nije potrebno biskupsko ređenje.
6. lipnja 2020. za biskupa ga je zaredio münchenski nadbiskup kardinal Reinhard Marx. Suzareditelji su bili bamberški nadbiskup Ludwig Schick i nadbiskup Nikola Eterović, apostolski nuncij u Njemačkoj. Ređenje je bilo u augsburškoj katedrali (zbog pandemije s povećanim higijenskim zahtjevima). Biskup Meier prvi je put proveo zahtjev kanonskog prava za biskupiju Augsburg, koji predviđa kancelara za biskupijsku kuriju. Njegova je zadaća “osigurati pripremu i objavu spisa Kurije i njihovo pohranjivanje u arhivu Kurije. Imenovao je pravnog direktora Reinera Sroku. Za voditeljicu biskupskog ureda imenovao je sestru Annu Schenck.

### Službe izvan biskupije
Generalna skupština Njemačke biskupske konferencije (2.-5 ožujka 2020.) imenovala je Bertrama Meiera članom Ekumenske komisije i Povjerenstva za opću Crkvu. 24. lipnja Stalno vijeće Biskupske konferencije imenovalo ga je biskupom delegatom za Radnu skupinu kršćanskih Crkava u Njemačkoj (ACK). U sklopu jesenske plenarne skupštine Njemačke biskupske konferencije (22.-24. rujna 2020.) izabran je za člana Podpovjerenstva za međureligijski dijalog i za njegova predsjednika, kao i za člana Podpovjerenstva za misijska pitanja (osobito Missio).
Na jesenskoj plenarnoj skupštini Biskupske konferencije 2021. potvrđen je za člana Ekumenskog povjerenstva, Povjerenstva za opću Crkvu i Podpovjerenstva za međureligijski dijalog te je izabran za predsjednika Povjerenstva za opću Crkvu, kao i za predsjednika Kontaktne skupine Poljske i Njemačke biskupske konferencije. Istodobno je poslan kao delegat Biskupske konferencije u zajedničku ekumensku kontaktnu diskusijsku skupinu Njemačke biskupske konferencije (DBK) i Evangeličke crkve u Njemačkoj (EKD). Bertram Meier također predstavlja Njemačku biskupsku konferenciju na Okruglom stolu religija u Njemačkoj.
U listopadu 2021. imenovan je upraviteljem Njemačke biskupske konferencije za sva pitanja vezana uz nadolazeću obnovu i renoviranje zavoda Campo Santo Teutonico u Vatikanuu. U tom svojstvu vodi i radnu skupinu koja zajedno s tamošnjom nadbratovštinom treba osmisliti novi sadržajni koncept kompleksa zgrada.

## Pogledi
Bertram Meier smatra se pobornikom ekumenizma, i to ne samo zbog obiteljskog podrijetla. No on pledira da, primjerice, euharistijsko gostoprimstvo mora biti dovoljno teološki opravdano ako nadilazi iznimke preporučene u Amoris Laetitia.
Na međureligijskom forumu G20 u Bologni, Meier je opisao međureligijski dijalog kao temeljnu komponentu Crkve, kojoj bez njega prijeti opasnost da "postane sama sebi svrha". Vjernici različitih vjerskih zajednica pozvani su priznavati jedni druge kao braću i sestre. Svaki oblik rasizma, antisemitizma ili islamofobije je neprihvatljiv.
S papom Franjom, Meier je predan tekućim socijalnim i karitativnim obvezama Crkve da "čuje vapaje najsiromašnijih i najslabijih". Meier odbacuje legalizaciju potpomognutog samoubojstva. Što se tiče opće Crkve, Meier zagovara sveobuhvatniju i cjelovitiju razvojnu politiku prema zemljama globalnog juga.
Bertram Meier smatra se djelomičnim kritičarem Sinodalnog puta koji su pokrenuli Njemačka biskupska konferencija i Središnji odbor njemačkih katolika, kojeg je u početku definirao kao "duhovni eksperiment", opetovano ističući da je sinodalnost stvarni način crkvenog života. Meier smatra da je hitno potrebna obnova Crkve; istodobno se zalaže za mišljenje i djelovanje u skladu s univerzalnom Crkvom. Na koncu treće 3 Plenarne skupštine Sinodalnog puta bio je skeptičan o tome mogu li se tamo izneseni zahtjevi doista pravodobno provesti te se založio za veću diferencijaciju u odlukama i glasovanju.
Što se tiče slučajeva seksualnog zlostavljanja u Katoličkoj crkvi, Meier je bio prvi njemački biskup koji se sa žrtvama zlostavljanja susreo pred kamerama u nemoderiranom razgovoru. Ondje je ostale sudionike razgovora uvjeravao da ide putem "nulte tolerancije".
U načelu, za Meiera, "ne može postojati vjera koja je odvojena od crkvene tradicije". To se također odnosi na otvaranje ministerijalne svećeničke službe za oženjene muškarce i žene. Pritom se “ne boji gubitka moći”, ali mu je važno “ići naprijed u jedinstvu s univerzalnom Crkvom". On stoga svjesno dovodi „laike – žene i muškarce – na položaje vodstva koji nisu vezani uz sveti red". Nakon Drugoga vatikanskog koncila (GS 44), laici su prvenstveno pozvani unaprijediti “projekt evangelizacije” izvan područja unutrašnjosti Crkve. U travnju 2021. predložio je „Povjerenstvo za đakonsku službu” za žene, koje bi imalo vlastiti profil i razlikovalo se od trajnog đakonata muškaraca.
Što se tiče opskrbe zemalja u razvoju cjepivima protiv Covid-19, Meier se založio za suspenziju zaštite patenata i izgradnju proizvodnih kapaciteta u južnim zemljama. Poput pape Franje i svih biskupa u Njemačkoj, Meier je od početka pozdravio cijepljenje protiv korone kao učinkovito sredstvo u borbi protiv pandemije. U prosincu 2021. pozvao je zajednice u svojoj biskupiji da "velikodušno podrže" državne zdravstvene vlasti u vezi s kampanjom cijepljenja.
Zbog cijepljenja protiv Covida-19, kojeg je Meier primio početkom 2021., došlo je do žestokih javnih kritika uz optužbe da biskup nije slijedio redoslijed cijepljenja. Predsjednik parlamentarne skupine Zelenih u bavarskom državnom parlamentu, Ludwig Hartmann, pojasnio je: “Isto vrijedi i za biskupa: stanite u red za cijepljenje i čekajte dok ne dođete na red". Meier je odbacio kritike, rekavši da to "nije forsirao" te je rekao da mu je žao "što je njegovo cijepljenje izazvalo nesporazume u javnosti." Meier je izvanredno cijepljenje opravdao zahtjevima bavarskog ministarstva zdravstva prema kojima bi redoviti posjetitelji ustanova s visoko ranjivim rizičnim skupinama imali prednost pri cijepljenju. Smatrao je da bi ga zbog njegova pastoralnog rada trebalo svrstati u djelatnike poput osoba za njegu. Dana 17. veljače 2021. Biskup Meier zamolio je za oprost tijekom službe na Pepelnicu: pogriješio je i mogao je razumjeti da su se ljudi koji su hitno čekali na cijepljenje osjećali povrijeđenima.

## Članstva
- Nadbratovština Žalosne Gospe u Campo Santo Teutonico u Vatikanu[14].
- 1988.: KAV Capitolina Rim[33]
- 2021.: KDStV Algovia Augsburg[34]
- 2021.: Papinski viteški red Svetoga groba Jeruzalemskog (veliki časnik (zapovjednik) sa zvijezdom)[35]

## Počasti i nagrade
- 1999: Veliko odlikovanje časti u zlatu za zasluge u Republici Austriji.
- 2000.: Papa Ivan Pavao II. imenovao ga je monsinjorom.
- 2001.: Savezni križ za zasluge s lentom Reda za zasluge Savezne Republike Njemačke.
- 2001.: Papa Ivan Pavao II. imenovao ga je papinskim počasnim prelatom.
- 2012.: Medalja sv. Gerharda Zrenjaninske biskupije (Srbija)
- 2013.: Zlatni lovor Sveučilišta Ermland-Masuren u Olsztynu (Poljska).

## Spisi
- Die Kirche der wahren Christen: Johann Michael Sailers Kirchenverständnis zwischen Unmittelbarkeit und Vermittlung. Kohlhammer 1990, ISBN 3-17-011017-9 (Dissertation)
- Lebensbaum nicht Marterpfahl. Süddt. Verlags-Gesellschaft, Ulm 1996 (2. Auflage), ISBN 3-88294-225-8
- Frauen begegnen Jesus: Anstöße aus dem Neuen Testament. Johannes, Leutesdorf 1999, ISBN 3-7794-1422-8
- Mehr Glauben wagen. Sankt Ulrich, Augsburg 2001, ISBN 3-929246-70-8
- Keine Zeit, Gott zu verschweigen: Anstöße für ein Europa aus der Kraft des Christentums. Unio, Fremdingen 2005, ISBN 3-935189-22-2
- Gehen, Stehen, Sitzen, Liegen: eine kleine Theologie der Haltungen. Augsburg 2006, ISBN 3-00-020391-5
- Der Dom predigt., Kunstverlag Fink Lindenberg 2011 (2. Auflage), ISBN 978-3-89870-585-1
- Zeit und Ewigkeit. Weihnachtliche Betrachtungen. Christliche Familie, Köln 2010, ISBN 978-3-939168-13-3
- Treue und Anbetung. Dominus, Augsburg 2011, ISBN 978-3-940879-14-1
- Absichtslos Laternen anzünden. Kunstverlag Josef Fink, Lindenberg 2014, ISBN 978-3-89870-871-5
- Neue Evangelisierung – Kirche konkret. Personen – Positionen – Perspektiven. Festschrift für Bischof Dr. Konrad Zdarsa zum 70. Geburtstag. Herausgegeben mit Harald Heinrich und Gerda Riedl. Verlag Ferdinand Schöningh, Paderborn 2014, ISBN 978-3-506-76652-6.
- Stallgeruch, nicht Aftershave! Gedanken zum Priestersein. Kunstverlag Josef Fink, Lindenberg 2015, ISBN 978-3-89870-970-5.
- Erzwungene Distanz – gesuchte Nähe. Bischof werden im Corona-Modus. Augsburg 2020, ISBN 978-3-00-065925-6.
- Von Bäumen und Menschen. In: Franz-Josef Bode (Hrsg.): Dein Herz lebe auf! Tröstende Bibelworte erschlossen für schwere Zeiten. Bibelwerk Verlag, Stuttgart 2020, ISBN 978-3-920609-93-5, S. 117–123.
- Kirche – Gemeinschaft mit begründeter Hoffnung. Domprediger-Homilien. Hrsg.: Harald Heinrich, Gerda Riedl. Kunstverlag Josef Link, Lindenberg 2020, ISBN 978-3-95976-287-8.
- Gemeinsam für eine Welt geschwisterlicher Liebe - Fratelli tutti und die Rolle der Religion(en) im 21. Jahrhundert.In: Franz Brendle (Hrsg.): Geschwisterlich und solidarisch – zum Auftrag der Religionen in Zeiten der Krise. EB-Verlag Dr. Brandt, Berlin 2021, ISBN 978-3-86893-388-8, S. 67–81.

Im Rahmen der „Blauen Reihe“ wurden bzw. werden zahlreiche Predigten von Bertram Meier als Domprediger und Bischof durch den Sankt Ulrich Verlag veröffentlicht.

## Vanjske poveznice
- Literatur von und über Bertram Meier im Katalog der Deutschen Nationalbibliothek
- Bertram Meier auf bistum-augsburg.de
- Predigten, Vorträge und Ansprachen von Bertram Meier auf bistum-augsburg.de
- Bischof/bmeierb. Catholic-Hierarchy.org. David M. Cheney